# 比治山バイパス

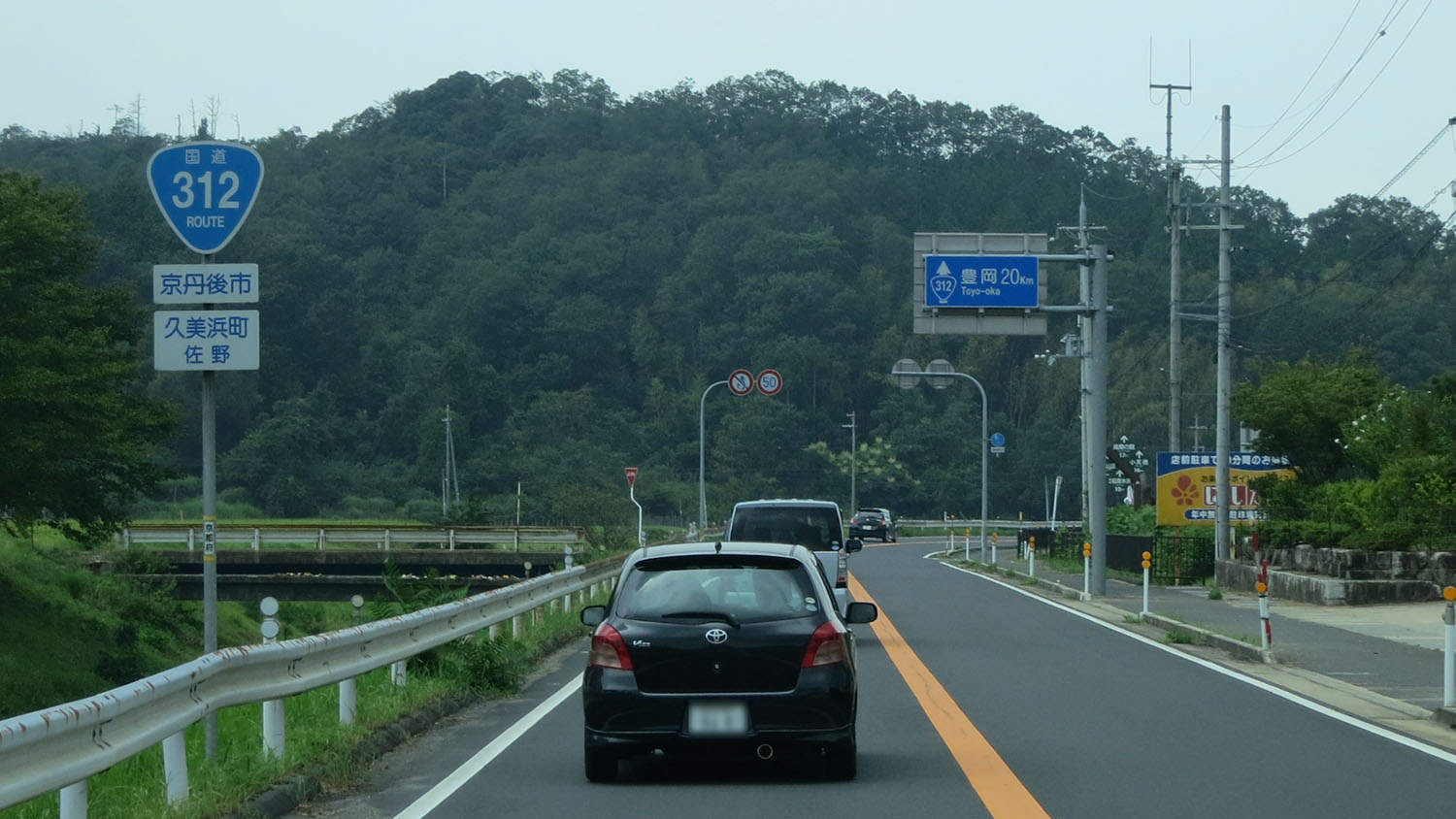
比治山バイパス
京都府京丹後市久美浜町佐野

比治山バイパス（ひじやまバイパス）は、京都府京丹後市峰山町鱒留から同市久美浜町佐野に至る国道312号のバイパス道路である区間内には全長1,089mの比治山トンネルがある。

## 沿革
- 1989年度（平成元年度） - 事業着手。
- 1997年度（平成9年度） - トンネル前後の現道拡幅区間（L=1,380m）供用開始。
- 2000年（平成12年）11月27日 - 開通。トンネル区間（L=1,860m）供用開始。

## 開通に伴う効果
1930年（昭和5年）には比治山峠に旧比治山トンネルが築造されたが、幅員が狭くて大型車のすれ違いができない状況であった。それに加えて、トンネルの前後は急勾配・急カーブが連続し、冬期の路面凍結時には大型車のスリップ事故による通行不能が多発していた。
トンネル供用後の2005年度（平成17年度）における交通量は、事業着手前（昭和63年度）と比べて約1.7倍に増加した。また交通事故件数は、トンネル開通前後1年間の比較で、人身事故が年間2件から0件に、物損事故が年間33件から5件に激減した。人身事故については、開通から2005年度末まで1件も発生していない。さらに、丹後地域への2002年度（平成14年度）の観光入込客数は、事業着手前に比べて約1.5倍に増加した。開通による費用便益比は2.65と見積もられている。

### 路線データ
- 起点 : 京都府京丹後市峰山町鱒留
- 終点 : 京都府京丹後市久美浜町佐野
- 延長：3,520m（内トンネル1,089m）
- 幅員：全幅12m（車道6.5m、歩道2.5m）
- 道路規格：第3種第3級、設計速度50km/h
- 計画交通量：5,800台/日（平成17年度の実測値は6,805台/日）
- 全体事業費：約44億円（内訳：工事費 約43億円、用地費 約1億円）[2]